# 2000 في الولايات المتحدة
فيما يلي قوائم الأحداث التي وقعت خلال عام 2000 في الولايات المتحدة.

## أحداث
- 31 يناير – خطوط الاسكا الجوية الرحلة 261
- 1 أبريل – تعداد الولايات المتحدة 2000

## سياسة

### تعيين في المنصب
- 1 يناير – بيتر روسكام عضو مجلس ولاية إلينوي.
- 1 يناير – ديبي واسرمان شولتز عضو مجلس ولاية فلوريدا.
- 25 يناير – ماركو روبيو عضو مجلس نواب فلوريدا.
- 20 يوليو – نورمان مينيتا وزير التجارة الأمريكي.
- 15 ديسمبر – جون هويفان حاكم شمال داكوتا [الإنجليزية]‏.
- 21 ديسمبر – ريك بيري حاكم ولاية تكساس.

### انتهاء فترة المنصب
- 1 يناير – ديبي واسرمان شولتز عضو مجلس نواب فلوريدا.
- 1 يناير – مايك روندز Majority leader [الإنجليزية]‏.
- 19 يوليو – وليام دالي وزير التجارة الأمريكي.
- 29 سبتمبر – جو لوكهارت السكرتير الصحفي للبيت الأبيض.
- 15 ديسمبر – إد شافر حاكم شمال داكوتا [الإنجليزية]‏.
- 21 ديسمبر – جورج دبليو بوش حاكم ولاية تكساس.
- 21 ديسمبر – ريك بيري نائب حاكم تكساس [الإنجليزية]‏.

## رياضة
- 24 سبتمبر – جائزة الولايات المتحدة الكبرى 2000 الفائز مايكل شوماخر.

## ظهور
- 1 يناير – از اي لاي دايينغ
- 1 يناير – بيتر بان
- 1 يناير – جي-يونيت
- 1 يناير – دمبو
- 1 يناير – ماستودون
- 1 يناير – مجلة طب الأطفال الحرج مجلة.

## أفلام
من الأفلام التي صدرت هذه السنة في الولايات المتحدة:
- 1 يناير – أسطورة باغر فانس من إخراج روبرت ريدفورد.
- 1 يناير – أنا - نفسي وآيرين من إخراج بوبي فارلي، بيتر فاريلي.
- 1 يناير – اقبض على كارتر من إخراج ستيفن كاي.
- 1 يناير – العثور على فوريستر من إخراج جوس فان سانت.
- 1 يناير – اللعب عن ظهر قلب من إخراج ويلارد كارول.
- 1 يناير – المطلع من إخراج مايكل مان.
- 1 يناير – المنافس من إخراج رود لوري.
- 1 يناير – الوجهة النهائية 1 من إخراج جيمس وونغ (كاتب).
- 1 يناير – إسداء الخدمات من إخراج Mimi Leder [الإنجليزية]‏.
- 1 يناير – إظهار الموتى من إخراج مارتن سكورسيزي.
- 1 يناير – بوشينج تين من إخراج مايك نيويل.
- 1 يناير – بولوك من إخراج إد هاريس.
- 1 يناير – بيتهوفن 3 من إخراج ديفيد ميكي إيفانز.
- 1 يناير – تردد من إخراج Gregory Hoblit [الإنجليزية]‏.
- 1 يناير – تريكسي من إخراج آلان رودولف.
- 1 يناير – ثلاثة ملوك من إخراج ديفيد أو. راسل.
- 1 يناير – جامع العظام من إخراج فيليب نويس.
- 1 يناير – جورج واشنطن من إخراج ديفيد غوردون غرين.
- 1 يناير – دوغما من إخراج كيفن سميث.
- 1 يناير – ذا باتريوت من إخراج رولان إيميريش.
- 1 يناير – رجال الشرف من إخراج Lam Tsz-sin [الإنجليزية]‏.
- 1 يناير – رجل العائلة من إخراج بريت راتنر.
- 1 يناير – رجل على القمر من إخراج ميلوش فورمان.
- 1 يناير – رحل في ستين ثانية من إخراج دومينيك سينا.
- 1 يناير – الأرض من إخراج روجر كريستيان.
- 1 يناير – شافت من إخراج جون سينغلتون.
- 1 يناير – شبح مصاص الدماء من إخراج E. Elias Merhige [الإنجليزية]‏.
- 1 يناير – شوكولا من إخراج لاسي هالستروم.
- 1 يناير – غرينش من إخراج رون هاوارد.
- 1 يناير – غير قابل للكسر من إخراج إم. نايت شيامالان.
- 1 يناير – قابل الوالدين من إخراج جاي روتش.
- 1 يناير – قواعد الاشتباك من إخراج ويليام فريدكن.
- 1 يناير – كايوتي أجلي من إخراج David McNally (director) [الإنجليزية]‏.
- 1 يناير – ما تريده النساء من إخراج نانسي مايرز.
- 1 يناير – ما يكمن في الأسفل من إخراج روبرت زيميكس.
- 1 يناير – مجرمون أمريكيون من إخراج Les Mayfield [الإنجليزية]‏.
- 1 يناير – مختل أمريكي من إخراج ماري هارون.
- 1 يناير – مرثية حلم من إخراج دارين أرنوفسكي.
- 1 يناير – مسحور من إخراج هارولد راميس.
- 1 يناير – مغامرات روكي و بولوينكل من إخراج Des McAnuff [الإنجليزية]‏.
- 1 يناير – يو - 571 من إخراج Jonathan Mostow [الإنجليزية]‏.
- 28 يناير – عن آدم من إخراج جيرارد ستمبريدج.
- 2 فبراير – الشاطئ من إخراج داني بويل.
- 3 فبراير – صرخة 3 من إخراج ويس كرافن.
- 8 فبراير – 28 يوما من إخراج بيتي توماس.
- 17 فبراير – تسع ياردات كاملة من إخراج جوناثان لاين.
- 14 مارس – إيرين بروكوفيتش من إخراج ستيفن سودربرغ.
- 22 مارس – روميو يجب أن يموت من إخراج Andrzej Bartkowiak [الإنجليزية]‏.
- 5 مايو – غلاديايتر من إخراج ريدلي سكوت.
- 11 مايو – رحلة الطريق من إخراج تود فيليبس.
- 14 مايو – كوز الذهب من إخراج جيمس أيفوري.
- 16 مايو – النمر الرابض والتنين الخفي من إخراج أنغ لي.
- 17 مايو – راقصة في الظلام من إخراج لارس فون ترايير.
- 24 مايو – مهمة مستحيلة 2 من إخراج جون وو.
- 2 يونيو – منزل بيغ ماما من إخراج راجا غوسنيل.
- 30 يونيو – ساوث بارك-الفيلم من إخراج تري باركر.
- 7 يوليو – الطفل من إخراج جون تيرتلتوب.
- 7 يوليو – سكيري موفي من إخراج كينن آيفوري وايانس.
- 9 يوليو – الفطيرة الأمريكية من إخراج Paul Weitz (filmmaker) [الإنجليزية]‏، كريس ويتز.
- 13 يوليو – رجال-إكس من إخراج براين سينجر.
- 11 أغسطس – الخريف في نيويورك من إخراج جوان تشن.
- 2 سبتمبر – أن تكون جون مالكوفيتش من إخراج سبايك جونز.
- 2 سبتمبر – الصبيان لا يبكون من إخراج Kimberly Peirce [الإنجليزية]‏.
- 5 سبتمبر – تذكار من إخراج كريستوفر نولان.
- 7 سبتمبر – قوانين منزل سايدر من إخراج لاسي هالستروم.
- 8 سبتمبر – بالكاد مشهور من إخراج كاميرون كرو.
- 8 سبتمبر – جمال أمريكي من إخراج سام ميندز.
- 17 سبتمبر – الإعصار من إخراج نورمان جويسون.
- 29 سبتمبر – تذكر الجبابرة من إخراج بوعز ياكين [الإنجليزية]‏.
- 19 أكتوبر – يا أخي، أين أنت؟ من إخراج إيثان كوين، جويل كوين.
- 22 أكتوبر – ملائكة تشارلي من إخراج ماك جي.
- 28 أكتوبر – اليوم السادس من إخراج روجر سبوتيسوود.
- 16 نوفمبر – سليبي هولو من إخراج تيم برتون.
- 6 ديسمبر – الميل الأخضر من إخراج فرانك دارابونت.
- 7 ديسمبر – منبوذ من إخراج روبرت زيميكس.
- 8 ديسمبر – فتاة، قوطعت من إخراج جيمس مانغولد.
- 8 ديسمبر – ماغنوليا من إخراج بول توماس أندرسون.
- 14 ديسمبر – ملكة الدماثة من إخراج دونالد بيتري (ممثل).
- 17 ديسمبر – آنا والملك من إخراج أندي تننت.
- 17 ديسمبر – ستيوارت ليتل من إخراج روب مينكوف.
- 25 ديسمبر – السيد ريبلي الموهوب من إخراج أنتوني مانغيلا.
- 27 ديسمبر – إتجار من إخراج ستيفن سودربرغ.

## برامج ومسلسلات وأنمي
- بسبسبوبي
- فيوتشوراما
- كينغ أوف ذا هيل

## موسيقى

### ألبومات
من الألبومات التي صدرت هذه السنة في الولايات المتحدة:
- 23 مايو – ذا مارشال ماذرز إل بي من غناء إمينيم.

## كتب
من الكتب التي صدرت هذه السنة في الولايات المتحدة:
- 1 يناير – أومرتا من تأليف ماريو بوزو.
- 1 يناير – شقراء من تأليف جويس كارول أوتس.
- 1 يناير – صناعة الهولوكوست من تأليف نورمان فينكلشتاين.
- 8 أغسطس – عاصفة السيوف من تأليف جورج ر. ر. مارتن.
- 1 سبتمبر – آخر ساموراي من تأليف هيلين ديفيت.

## مواليد

### يناير
- 1 يناير – آمبر ليون
- 1 يناير – ألين وليامز
- 1 يناير – أميليا روز بلير
- 1 يناير – أندريا بيكر
- 1 يناير – بروس شيلي
- 1 يناير – بريان هاو ممثل أمريكي.
- 1 يناير – بول جيمس ممثل أمريكي.
- 1 يناير – بيلي راي
- 1 يناير – تشاد كولمان ممثل أمريكي.
- 1 يناير – جناش موسيقي أمريكي.
- 1 يناير – جوناثان غلاسنر كاتب سيناريو من الولايات المتحدة الأمريكية.
- 1 يناير – جيريمي زوكرمان ملحن أمريكي.
- 1 يناير – دون هول مخرج أفلام أمريكي.
- 1 يناير – ديف مايرز مخرج أفلام من الولايات المتحدة الأمريكية.
- 1 يناير – روبرت غلوديني ممثل من الولايات المتحدة الأمريكية.
- 1 يناير – رون فرك
- 1 يناير – ستيفن بيلوفين
- 1 يناير – سوزان ديميس
- 1 يناير – سيمون بيل سياسية أمريكية.
- 1 يناير – شون كريستنسن
- 1 يناير – شيري موراي
- 1 يناير – فيفن ماركس صحفية أمريكية.
- 1 يناير – كاثرين جلبرت مردوخ مؤلفة أمريكية.
- 1 يناير – كاثرين واشنطن لاعبة كرة سلة أمريكية.
- 1 يناير – كريستوفر دنهام
- 1 يناير – كريستوفر ميخائيل ممثل أمريكي.
- 1 يناير – كيفن براون
- 1 يناير – لورانس روبرتس
- 1 يناير – ليزلي جونز مونتيرة من الولايات المتحدة الأمريكية.
- 1 يناير – مارلا اولمستد فنانة أمريكية.
- 1 يناير – ماريسا جاك كورتز
- 1 يناير – ماريسا كوين ممثلة أمريكية.
- 1 يناير – مايكل هارني ممثل أمريكي.
- 1 يناير – منصور أربابسيار
- 1 يناير – نانسي هايغ
- 1 يناير – نيك غوميز ممثل من الولايات المتحدة الأمريكية.
- 1 يناير – نيل بيرغر كاتب سيناريو أمريكي.
- 4 يناير – آدي ميلر ممثلة أمريكية.
- 8 يناير – نواه سايرس
- 26 يناير – بايبر ماكنزي هاريس ممثلة أمريكية.

### فبراير
- 8 فبراير – كريس دوركين لاعب كرة قدم أمريكي.
- 9 فبراير – إيفان رو ممثل تلفزيوني من الولايات المتحدة الأمريكية.
- 10 فبراير – يارا شهيدي ممثلة أمريكية.
- 25 فبراير – تاكر البريزي ممثل أمريكي.
- 25 فبراير – جوناثان ديكسون
- 25 فبراير – لورا آن كيسلينغ ممثلة أمريكية.

### مارس
- 25 مارس – كريستيان ترامير ممثل أمريكي.
- 30 مارس – ريغان مزراحي

### أبريل
- 6 أبريل – كاميرون آدمز ممثل من الولايات المتحدة الأمريكية.
- 9 أبريل – جاكي ايفانكو مغنية أمريكية.
- 11 أبريل – مورغان ليلي
- 23 أبريل – كلو كيم متزلجة من الولايات المتحدة الأمريكية.

### مايو
- 4 مايو – أمارا ميلر
- 7 مايو – ماكسويل بيري كوتون ممثل أمريكي.
- 30 مايو – جاريد سكوت جيلمور

### يونيو
- 1 يونيو – ويلو شيلدز ممثلة أمريكية.
- 9 يونيو – لوري هرنانديز لاعبة جمباز فني من الولايات المتحدة الأمريكية.

### يوليو
- 7 يوليو – كلو كسينجيري
- 8 يوليو – بنيامين ستوكهام ممثل أمريكي.
- 16 يوليو – جوناثان مورجان هيت ممثل أمريكي.
- 24 يوليو – آمي ديل
- 25 يوليو – بريستون بيلي ممثل أمريكي.
- 25 يوليو – ميسون كوك ممثل أمريكي.
- 28 يوليو – إميلي هان ممثلة أمريكية.

### أغسطس
- 3 أغسطس – لاندري بندر ممثلة أمريكية.
- 20 أغسطس – فاطمة بتاسيك ممثلة أمريكية.
- 24 أغسطس – غريفين غلوك

### سبتمبر
- 3 سبتمبر – آشلي بوتشر ممثلة أمريكية.
- 27 سبتمبر – كوبر روث ممثل أمريكي.

### أكتوبر
- 11 أكتوبر – هايدن بيرلي
- 12 أكتوبر – إيدن منكس ممثل أمريكي.
- 30 أكتوبر – جيفري شيونغ لاعب شطرنج من الولايات المتحدة الأمريكية.
- 31 أكتوبر – ويلو سميث موسيقية أمريكية.

### نوفمبر
- 8 نوفمبر – جايد بيتيجون ممثلة أمريكية.
- 10 نوفمبر – مكانزي فوي ممثلة أمريكية.

### ديسمبر
- 26 ديسمبر – صموئيل سفيان لاعب شطرنج من الولايات المتحدة الأمريكية.

## وفيات

### يناير
- 1 يناير – إرفينج رايت (مواليد 1882) لاعب كرة مضرب أمريكي..
- 1 يناير – إيمي ويليامز (مواليد 1872) لاعبة كرة مضرب أمريكية.
- 1 يناير – ويليس إي ديفيس لاعب كرة مضرب أمريكي.
- 3 يناير – هنري إتش فاولر (مواليد 1908) سياسي أمريكي.
- 8 يناير – وارن هربرت فاغنر (مواليد 1920) عالم نبات أمريكي.
- 10 يناير – آرثر باتانيدس (مواليد 1923) ممثل أمريكي.
- 12 يناير – بوبي فيلس (مواليد 1969) لاعب كرة سلة أمريكي.
- 12 يناير – مارغريت هاتشينسون روسو (مواليد 1910) مهندسة كيميائية أمريكية صممت أول مصنع لإنتاج البنسلين تجاريا.
- 16 يناير – روبرت راثبون ويلسون (مواليد 1914)
- 18 يناير – جستر هايرستون (مواليد 1901)
- 19 يناير – جورج ليديارد ستودارد (مواليد 1906)
- 26 يناير – دون بادج (مواليد 1915) لاعب كرة مضرب من الولايات المتحدة.
- 28 يناير – رون فيريسل (مواليد 1931)
- 30 يناير – ستيف ليتل (مواليد 1965) ملاكم من الولايات المتحدة الأمريكية.

### فبراير
- 3 فبراير – ريتشارد كليندينست (مواليد 1923) سياسي أمريكي.
- 9 فبراير – بيو جاك (مواليد 1921) ملاكم من الولايات المتحدة الأمريكية.
- 10 فبراير – جيم فارني (مواليد 1949)
- 12 فبراير – تشارلز شولز (مواليد 1922)
- 16 فبراير – مارسيلين داي (مواليد 1908)
- 28 فبراير – جون ن. إيروين الثاني (مواليد 1913) دبلوماسي أمريكي.

### مارس
- 2 مارس – تشارلز ويجنز (مواليد 1927) سياسي أمريكي.
- 7 مارس – إدوارد هيرش ليفي (مواليد 1911) سياسي أمريكي.
- 8 مارس – ايرل غورتون ينسلي (مواليد 1910) عالم حشرات أمريكي.
- 9 مارس – فرانك بينيا (مواليد 1971) ملاكم من الولايات المتحدة الأمريكية.
- 13 مارس – تشارلز مالكولم ويلسون (مواليد 1914) سياسي أمريكي.
- 13 مارس – ريكس إيفرهارت (مواليد 1920)
- 16 فبراير – مارسيلين داي (مواليد 1908)

### أبريل
- 15 أبريل – إدوارد جوري (مواليد 1925)
- 17 أبريل – أليس ماريوت (مواليد 1907) سيدة أعمال أمريكية.
- 18 أبريل – كانديس نيوميكر (مواليد 1989)
- 28 أبريل – آرثر ديك (مواليد 1910)

### مايو
- 1 مايو – ستيف ريفز (مواليد 1926) بطل كمال اجسام و ممثل أمريكي.
- 9 مايو – آرثر دايفس (مواليد 1905)
- 10 مايو – كريغ ستيفنز (مواليد 1918) ممثل أمريكي.
- 13 مايو – بول بارتل (مواليد 1938)
- 20 مايو – مالك سيلي (مواليد 1970) لاعب كرة سلة من الولايات المتحدة الأمريكية.
- 28 مايو – جورج ايرفينغ بيل (مواليد 1926) فيزيائي أمريكي.

### يونيو
- 3 يونيو – ليونارد باسكين (مواليد 1922) نحات أمريكي.
- 3 يونيو – ميرتون ميلر (مواليد 1923) عالم اقتصاد أمريكي.
- 3 يونيو – وليام سايمون (مواليد 1927) سياسي من الولايات المتحدة الأمريكية.
- 6 يونيو – أرني جونسون (مواليد 1920) لاعب كرة سلة من الولايات المتحدة الأمريكية.
- 9 يونيو – جون أبراموفيتش (مواليد 1919) لاعب كرة سلة من الولايات المتحدة الأمريكية.
- 9 يونيو – يعقوب لورانس (مواليد 1917) رسام أمريكي.
- 16 يونيو – مايك سيليمان (مواليد 1944) لاعب كرة سلة من الولايات المتحدة الأمريكية.
- 24 يونيو – مايك تودوروفيتش (مواليد 1923)

### يوليو
- 1 يوليو – والتر ماثو (مواليد 1920) ممثل أمريكي.
- 3 يوليو – بول ج هاتفيلد (مواليد 1928) سياسي أمريكي.
- 10 يوليو – كونراد مكراي (مواليد 1971) لاعب كرة سلة أمريكي.
- 12 يوليو – آل بتلر (مواليد 1938) لاعب كرة سلة أمريكي.
- 24 يوليو – جورج وود (مواليد 1919)

### أغسطس
- 8 أغسطس – جيس باركر (مواليد 1912) ممثل أمريكي.
- 9 أغسطس – لويس ويلسون (مواليد 1920) ممثل أمريكي.
- 12 أغسطس – لوريتا يونغ (مواليد 1913) ممثلة أمريكية.
- 25 أغسطس – كارل باركس (مواليد 1901)
- 25 أغسطس – ليو بارنهورست (مواليد 1924) لاعب كرة سلة أمريكي.
- 31 أغسطس – جون الكسندر سيمبسون (مواليد 1916) فيزيائي أمريكي.

### سبتمبر
- 6 سبتمبر – ماريون تينسلي بينيت (مواليد 1914) سياسي أمريكي.
- 9 سبتمبر – هربرت فريدمان (مواليد 1916) فيزيائي أمريكي.
- 30 سبتمبر – جوزيف يبر (مواليد 1919) فيزيائي أمريكي.

### أكتوبر
- 6 أكتوبر – جون كيلر (مواليد 1928) لاعب كرة سلة من الولايات المتحدة الأمريكية.
- 6 أكتوبر – ريتشارد فارنسورث (مواليد 1920)
- 9 أكتوبر – تشارلز هارتشورن (مواليد 1897)
- 9 أكتوبر – ديفيد دوكز (مواليد 1945) ممثل أمريكي.
- 10 أكتوبر – بروس بالمر جونيور (مواليد 1913) عسكري من الولايات المتحدة الأمريكية.
- 13 أكتوبر – غيس هول (مواليد 1910) سياسي أمريكي.
- 23 أكتوبر – يوكوزونا (مواليد 1966)
- 28 أكتوبر – إديث بيترز (مواليد 1926)
- 30 أكتوبر – ستيف آلين (مواليد 1921)
- 31 أكتوبر – صموئيل بيرس (مواليد 1922) سياسي أمريكي.

### نوفمبر
- 5 نوفمبر – جيمي ديفيس (مواليد 1899) سياسي أمريكي.
- 15 نوفمبر – إدواردو أنييلي (مواليد 1954) رائد أعمال من الولايات المتحدة الأمريكية.
- 28 نوفمبر – هنري ب جونزاليس (مواليد 1916) سياسي أمريكي.

### ديسمبر
- 1 ديسمبر – روبرت بارون (مواليد 1932)
- 19 ديسمبر – جون ليندسي (مواليد 1921) سياسي أمريكي.
- 23 ديسمبر – بيلي بارتي (مواليد 1924) ممثل أمريكي.
- 25 ديسمبر – ويلارد فان أورمان كواين (مواليد 1908)
- 26 ديسمبر – جيسون روباردس (مواليد 1922) ممثل أمريكي.
- 26 ديسمبر – ليو غوردون (مواليد 1922)
- 31 ديسمبر – واين غلاسكو (مواليد 1926) لاعب كرة سلة من الولايات المتحدة الأمريكية.